# Nécropole nationale de Dompierre-Becquincourt
Ne doit pas être confondu avec Nécropole nationale de Dompierre.
La nécropole nationale de Dompierre-Becquincourt est un cimetière militaire français de la Grande Guerre situé sur le territoire de la commune de Dompierre-Becquincourt dans le département de la Somme.

## Historique
La nécropole nationale de Dompierre-Becquincourt a été créée en 1920. Elle a une superficie de 2,09 ha. En 1935 et 1936, les corps provenant de différents cimetières communaux du département de la Somme y ont été regroupés. De 1948 à 1985, les corps des soldats français retrouvés fortuitement sur les anciens champs de bataille de la Somme y ont également été inhumés.

## Caractéristiques
Ce cimetière militaire français de la Première Guerre mondiale fut créé en 1920. D'une superficie de 2 ha, il rassemble 7 034 sépultures 5 363 en tombes individuelles et 1 641 dans quatre ossuaires. Parmi les tombes, on trouve de nombreuses sépultures de soldats coloniaux, une tombe belge et une russe.
À l'entrée du cimetière, se trouve un monument dit des Italiens avec cette épitaphe : « À nos amis français, morts pour leur pays, de la part des Italiens résidents à Dompierre ».
On y trouve également la tombe d'un soldat français tué au cours de la Seconde Guerre mondiale.

## Pour approfondir